# Gonzalo de Salazar
Gonzalo de Salazar, apodado «el gordo» (Granada, España, 1492 - Virreinato de Nueva España, 1564) fue un funcionario y militar español que sirvió como cogobernador de la Nueva España (1524-1526) y tesorero de su real caja en la primera etapa de dominio español tras la conquista. 

## Orígenes
Nació en La Alhambra de Granada en 1492, con consideración de haber sido el primer cristiano bautizado en la ciudad tras su conquista por parte de los Reyes Católicos. Fue hijo del doctor Fernández de Guadalupe, físico (médico) de los Reyes Católicos y caballero XXIV de Granada, y de su mujer doña Catalina de Salazar. Perteneció por linaje paterno a la ilustre familia de médicos conversos de los Guadalupes (privilegiados por los reyes castellanos de estudiar la anatomía humana en el Real Monasterio de Guadalupe en Extremadura).  
Las circunstancias de su nacimiento le otorgaron el apodo de "El Primero de Guadalupe", mientras que los Reyes Católicos le otorgaron mercedes para la fundación de un mayorazgo. 

## Inicios
A una edad temprana, fue nombrado paje de los Reyes Católicos en la corte de Granada y luego escudero de la reina Juana y de Francisco de los Cobos, secretario del emperador Carlos V, quien sirvió siempre de su protector en la corte. Acompañó a Cobos durante sus viajes por España y Flandes. 
En 1510 asumió la veinticuatría de su padre y en 1520 sirvió como procurador de Granada ante las Cortes de Castilla, en el contexto de la Guerra de las Comunidades de Castilla, en la que se posicionó a favor del emperador. En 1524 viajó junto con su mujer, doña Catalina de la Cadena, y su cuñado, don Antonio de la Cadena, a la Nueva España, con la misión de sanear las finanzas del recién conquistado imperio. Llegaron a Veracruz el 13 de octubre de 1524.

## Gobierno de la Nueva España
Alonso de Estrada, por Decreto Real firmado el 15 de octubre de 1522 fue nombrado Tesorero Real de la Nueva España, para que junto a Gonzalo de Salazar como factor, Rodrigo de Albornoz como contador y Pedro Almíndez Chirino como veedor, asistieran a Hernán Cortés en su gobierno, o más bien, hicieran contrapeso a su poder. 
En 1524 Cortés emprendió viaje desde Ciudad de México hacia Honduras y dejó a cargo del gobierno de la ya entonces llamada Nueva España, con sede de éste en la todavía denominada como Temixtitan o Tenochtitlan, a Alonso de Estrada. La transferencia de poder ocurriría el 12 de octubre de 1524.
Cuando Cortés se fue de la Ciudad de México, a mediados de octubre de 1524, fue acompañado por Gonzalo de Salazar y Pedro Almíndez Chirino hasta Coatzacoalcos. Salazar y Almíndez aprovecharon esta oportunidad para convencer al conquistador de que deberían ser incluidos en el gobierno. Cortés los envió de vuelta con dos decretos. El primer decreto ordenó que se unieran al gobierno ya formado de Estrada, Albornoz y Zuazo como su cuarto y quinto miembros, a condición de que las dos partes reconciliaran sus diferencias. El segundo decreto ordena que Salazar y Almíndez reemplacen a Estrada y Albornoz.
Cuando Salazar y Almíndez retornan a Tenochtitlán, su primera acción de gobierno fue anular el primero de los decretos, y presentaron solo el segundo para así acaparar el poder de forma absoluta el 29 de diciembre de 1524. Presuntamente, contando con algunos aliados que conocían sus intenciones.  
Sin embargo, pronto se conocería el contenido de ese primer decreto, desatando un escándalo; y provocando que, para el 17 de febrero de 1525, Estrada y Albornoz fueran admitidos en el gobierno que se conformó con los cinco capitanes designados por Cortés. Su autoridad por escala de importancia sería: Salazar (factor), Almíndez (inspector), Estrada (tesorero), Albornoz (contable) y Zuazo (justicia mayor). 
Zuazo fue el árbitro que aplicó el primer decreto de Cortés. Las dos facciones, no obstante, seguían enfrentadas. Estrada y Albornoz no aceptarían el acuerdo. El 20 de abril de 1525, Salazar y Almíndez proclamaron que nadie debía reconocer la autoridad de Estrada y Albornoz, bajo pena de 100 latigazos y confiscación de bienes. El escrito fue firmado por Zuazo, Cervantes, de la Torre, Sotomayor, Rodrigo de Paz (regidor del ayuntamiento), y por el cura Pérez. Estrada y Albornoz salieron de México para informar a Cortés.
En el consejo quedaron tres: Salazar, Almindez, y Zuazo (miembro hasta el 20 de abril de 1525). En medio de la noche, Zuazo fue arrestado en su casa, puesto bajo guardia y enviado a España. Sin embargo, solo llegó a Santo Domingo donde pasó el resto de su vida, hasta su muerte en 1527. Zuazo era un hombre educado y respetable, amigo de Cortés, y aparentemente insobornable. Su arresto hizo temer a Salazar y Almindez por su autoridad, de modo que optaron por gobernar autoritariamente. 
Hicieron correr el bulo de que Cortés había sido muerto por los indios. El 19 de agosto de 1525 trataron de confiscar las propiedades de Cortes; para ello arrestaron a Rodrigo de Paz, mayordomo de Cortés, lo torturaron para que revelase los sitios donde Cortés escondía su tesoro, y le colgaron en la plaza. 
Salazar envió agentes para requisar los tesoros, y apresó a la gente que se había refugiado en una Iglesia. Esto motivó que el padre Valencia protestara por la violación del lugar sagrado y excomulgara a la Ciudad de México hasta que los prisioneros fueran soltados.
En enero de 1526 un mensajero (Martín Dorantes) anunció el regreso de Cortés, quien decretó inmediatamente la sustitución de Salazar y Almíndez por Francisco de las Casas (primo de Cortés) y Pedro de Alvarado. 
Salazar y Almindez se refugiaron en el convento de San Francisco. Salazar propuso una asamblea antes de la llegada de Cortés. Esta consistía en clérigos, amigos, sirvientes, familia y algunos seguidores, además de todo aquel que quisiera restablecer a Estrada. Orantes entró en la ciudad secretamente y contactó con miembros de la oposición. 
Al amanecer del 28 de enero de 1526, doscientos españoles se presentaron en el convento. Los seguidores de Salazar iban a matar a Estrada y a disponerse para la lucha. Salazar, junto con otros nobles, fracasó en su intento de hacer frente a los atacantes. Los seguidores de Cortés habían tomado el ayuntamiento y seguido sus órdenes. 
Salazar fue arrestado y encerrado en exhibición pública en el Zócalo, ese mismo día. Almindez también fue arrestado en Tlaxcala y llevado a la ciudad. Con De Las Casas y Alvarado ausentes, Estrada y Albornoz gobernaron desde el 29 de enero de 1526 hasta el 24 de junio de ese mismo año, poco menos de seis meses. Después de eso, Cortés regresó brevemente a su puesto el 25 de junio. Salazar fue liberado al cabo de unos meses, con la prohibición de retornar a Nueva España fue devuelto a la península.
Salazar y Almíndez se salvaron de sus enemigos gracias a sus contactos en la corte. Salazar no fue ejecutado por su estatus. En la corte española fue repuesto en sus cargos y regresó a Nueva España en 1540. Allí continuó con trabajo de factor y encomendero.

## Encomendero de Tepetlaoxtoc

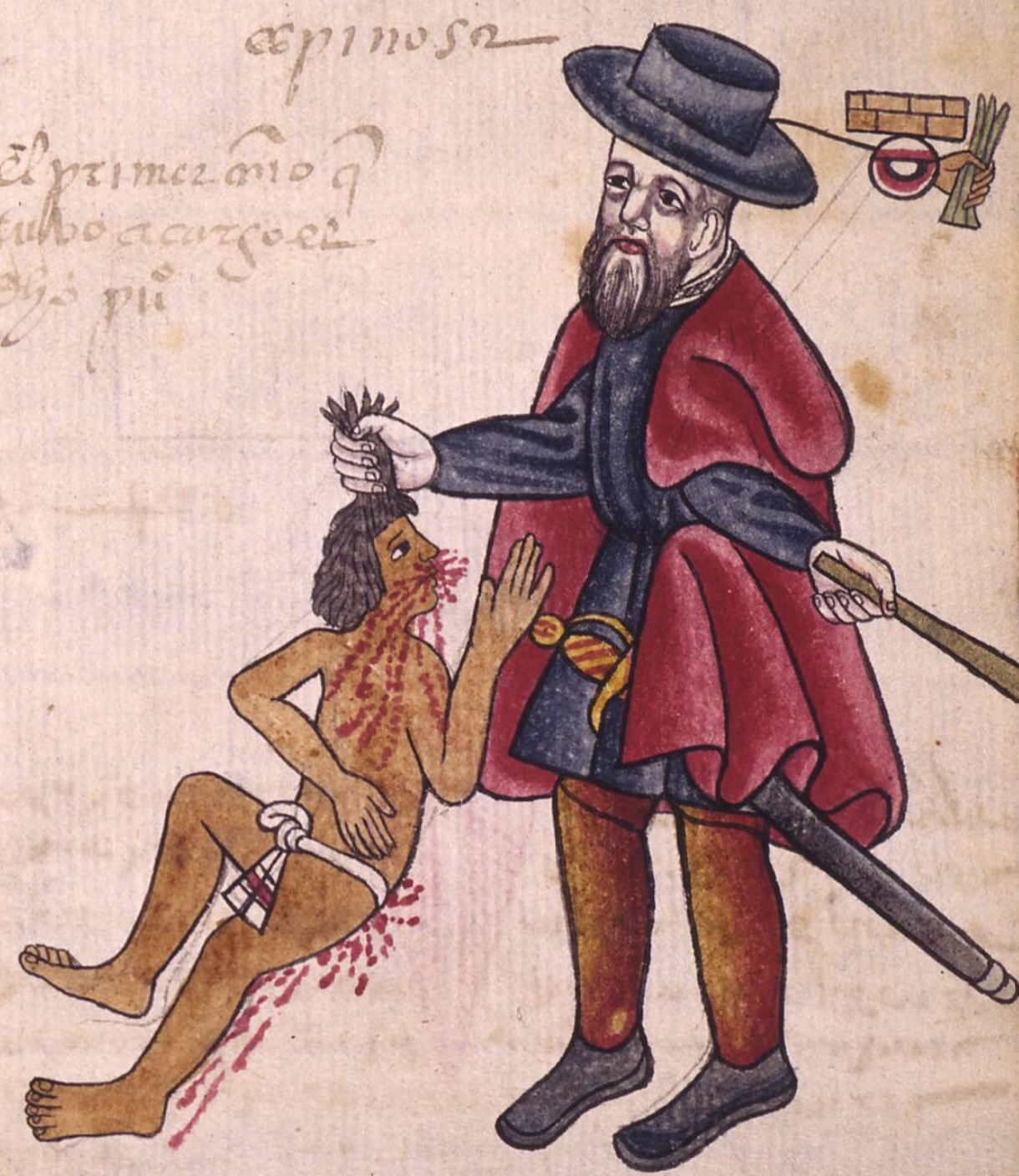
Codice Kingsborough, una de las principales fuentes documentales sobre la encomienda de Salazar.

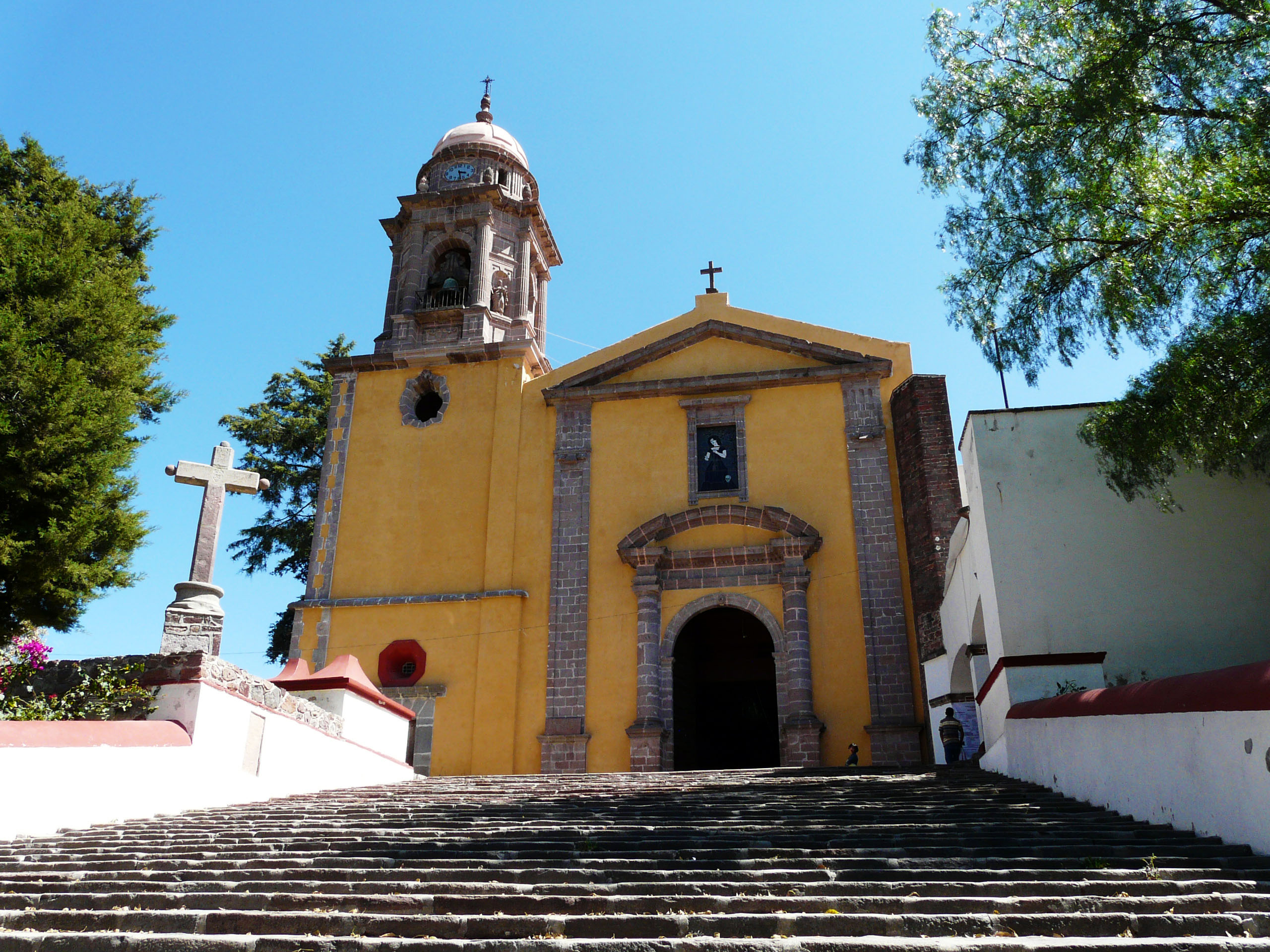
Templo y convento de Santa María Magdalena, en Tepetlaoxtoc de Hidalgo, poblado otorgado en encomienda a Gonzalo de Salazar.

El historial mejor documentado sobre abusos en las encomiendas del valle de México, corresponde al de Tepetlaoxtoc, en las cercanías de Texcoco. Se trata de una cabecera que después de haber pertenecido por un corto tiempo a Cortés, pronto cayó en manos de uno de sus peores enemigos: Gonzalo de Salazar.  
El códice Kingsboroug —o códice Tepetlaoztoc—, describe detalladamente los abusos cometidos por Salazar sobre sus indios encomendados; como golpizas, tributos excesivos o trabajos forzados muy por encima de los límites legales. Por ejemplo, más de 200 indígenas murieron llevando sus pertenencias a Veracruz para embarcarlas en su viaje a España en 1530.
Durante el tiempo que pasó en España, sus mayordomos siguieron recaudando sus tributos con la misma ferocidad. Y a su regreso, él mismo golpeó personalmente a los jefes indígenas y les exigió un incremento del tributo. Por ser funcionario real, pudo conservar sus encomiendas a pesar de las restricciones de las Leyes Nuevas.
Usurpó tierras indígenas para sus actividades ganaderas, confiscó el edificio de la asamblea de los indígenas para convertirlo en una hilandería, prohibió a los indígenas el uso de los acueductos prehispánicos, reservándolos para sus factorías, obligándolos a querellarse en una batalla legal que no se resolvió hasta 1550 por intercesión del vedor Diego Ramírez.
La causa de Tepetlaoxtoc escaló a la Audiencia de México en 1552 y hasta el concejo de Indias en Valladolid en 1555. Tras su muerte, en 1564, la encomienda pasó a manos de su hijo Juan Velázquez de Salazar.

## Matrimonio y descendencia
Casó con doña Catalina de la Cadena, hermana de don Luis de la Cadena, obispo auxiliar de Almería y abad-canciller de la Universidad de Alcalá de Henares, y de don Antonio de la Cadena, alcalde mayor y ordinario de la Ciudad de México. Eran todos hijos de don Pedro de Maluenda, corregidor de Zamora y juez de alzadas en Sevilla, y de doña Catalina de la Cadena (a su vez hija del embajador Garcí Martínez de Lerma, alcalde mayor de Burgos). Fueron padres de:
- Hernando de Salazar (1511-1550), factor de la Nueva España.
- Catalina de Salazar (1515 -1570), casó en primeras nupcias en La Alhambra con don Ruy Díaz de Mendoza (muerto en 1534 camino al Perú en la compañía de Hernando Pizarro), hijo de don Ruy Díaz de Mendoza, contino de la reina Isabel la Católica, caballero XXIV de Granada (hijo del célebre Alí Mendoza Carvajal, mariscal del emperador Carlos y la reina Juana), y de doña Inés Messía y Messía (hija de los XI señores de La Guardia), con sucesión.[3] Casó en segundas nupcias con el capitán Cristóbal de Oñate, teniente de gobernador del Reino de Nueva Galicia, cofundador de la minas de Zacatecas, hijo de don Juan Pérez de Narriahondo (descendiente de los señores de La Guardia), y de doña Ossana Martínez de Cleverzo, con sucesión.
- Juan Velázquez de Salazar (c. 1518), factor de la Nueva España, regidor de la Ciudad de México. Casó con doña Ana de Esquivel, hija de don Alonso de Mérida y de doña Inés de Perea y Mosquera, con sucesión.
- Agustín de Salazar (1522-1551), fraile.
- Francisca de Salazar (c. 1524), monja del convento de Santiago de la Madre de Dios en Granada.